# Agelanthus songeensis
Agelanthus songeensis là một loài thực vật có hoa trong họ Loranthaceae. Loài này được Balle ex Polhill & Wiens mô tả khoa học đầu tiên năm 1998.